# Poliziottesco
De Poliziottesco, vaak ook Poliziotteschi genoemd, was het Italiaanse antwoord op Amerikaanse films als The French Connection, Death Wish en Dirty Harry. 
Er werden in Italië al langer politiefilms gemaakt, zoals bijvoorbeeld Banditi a Milano (1968)  van Carlo Lizzani en Un maledetto imbroglio (1959) van Pietro Germi, maar de Italiaanse golf misdaadfilms kwam pas echt goed op gang na Enzo G. Castellari's La polizia incrimina, la legge assolve (ook bekend als High Crime en The Marseilles Connection) uit 1973, dat een gigantisch succes werd. Nu de spaghettiwestern op sterven na dood was, betekende de poliziottesco samen met de giallo een nieuwe mogelijkheid voor de Italiaanse populaire cinema.

## Acteurs
De Italiaanse westerns haalden Amerikaanse acteurs naar Italië en dit gebeurde ook met de poliziottesco. Zo speelden Henry Silva, James Mason, Jack Palance en John Saxon in een behoorlijk aantal Italiaanse maffiafilms.  Maar net als bij de westerns waren er ook Italiaanse acteurs die schitterden in deze films; acteurs als Franco Nero, Maurizio Merli, Ray Lovelock, Fabio Testi en George Eastman. 

### Bekende acteurs
- Mario Adorf
- Ursula Andress
- Martin Balsam
- Helmut Berger
- Barbara Bouchet
- Charles Bronson
- Joan Collins
- Joseph Cotten
- Alain Delon
- George Eastman
- Mel Ferrer
- Harvey Keitel
- Klaus Kinski
- Maurizio Merli
- Tomás Milián
- Gordon Mitchell
- Franco Nero
- Jack Palance
- Oliver Reed
- Fernando Rey
- Edward G. Robinson
- Luciano Rossi
- Telly Savalas
- John Saxon
- Henry Silva
- Woody Strode
- Fabio Testi

### Regisseurs
- Mario Bava
- Mario Bianchi
- Alfonso Brescia
- Enzo G. Castellari
- Damiano Damiani
- Alberto De Martino
- Ruggero Deodato
- Lucio Fulci
- Marino Girolami
- Romolo Girolami
- Umberto Lenzi
- Fernando Di Leo
- Carlo Lizzani
- Sergio Martino
- Stelvio Massi
- Giuliano Montaldo
- Michele Soavi
- Sergio Sollima
- Duccio Tessari

### Films
Onder andere:
- Milano calibro 9 (1972) van Fernando Di Leo
- La polizia ringrazia (1972) van Stefano Vanzina
- La mala ordina (1972) van Fernando Di Leo
- Il boss (1973) van Fernando Di Leo
- Milano trema: la polizia vuole giustizia (1973) van Sergio Martino
- L'onorata famiglia - Uccidere è cosa nostra (1973) van Tonino Ricci
- La polizia è al servizio del cittadino? (1973) van Romolo Guerrieri
- La polizia incrimina, la legge assolve (1973) van Enzo G. Castellari
- Revolver (1973) van Sergio Sollima
- Milano rovente (1973) van Umberto Lenzi
- Il cittadino si ribella (1974) van Enzo G. Castellari
- Milano odia: la polizia non può sparare (1974) van Umberto Lenzi
- La polizia chiede aiuto (1974) van  Massimo Dallamano
- Squadra volante (1974) van Stelvio Massi
- Un uomo, una città (1974) van Romolo Guerrieri
- Roma violenta (1975) van Franco Martinelli
- Morte sospetta di una minorenne (1975) van Sergio Martino
- Italia a mano armata (1976) van Marino Girolami
- La legge violenta della squadra anticrimine (1976) van Stelvio Massi
- Milano violenta (1976) van Mario Caiano
- Napoli violenta (1976) van Umberto Lenzi
- Poliziotti violenti (1976) van Michele Massimo Tarantini
- Quelli della calibro 38 (1976) van Massimo Dallamano
- Roma a mano armata (1976) van Umberto Lenzi
- Roma: l'altra faccia della violenza (1976) van Franco Martinelli
- Napoli spara! (1976) van Mario Caiano
- Il trucido e lo sbirro (1976) van Umberto Lenzi
- Il cinico, l'infame, il violento (1977) van Umberto Lenzi
- La belva col mitra (1977) van Sergio Grieco
- Napoli si ribella (1977) van Michele Massimo Tarantini
- Torino violenta (1977) van Carlo Ausino
- Da Corleone a Brooklyn (1979) van Umberto Lenzi
- L'avvertimento (1980) van Damiano Damiani
- Il giorno del Cobra (1980) van Enzo G. Castellari
- Copkiller - L'assassino dei poliziotti (1983) van Roberto Faenza
- Arrivederci amore, ciao (2006) van Michele Soavi